# Senegalská kuchyně

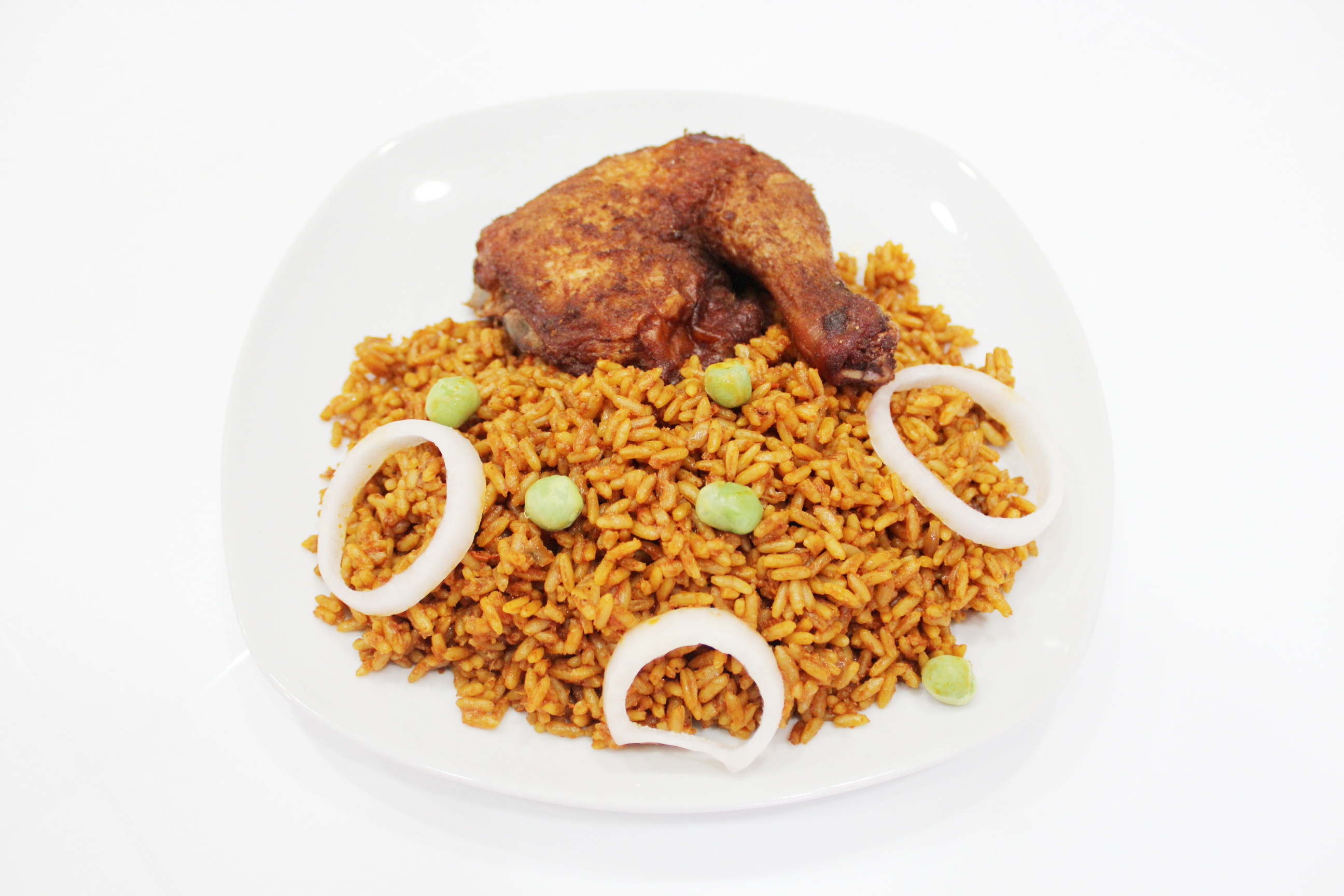
Jollof rice s kuřecím masem

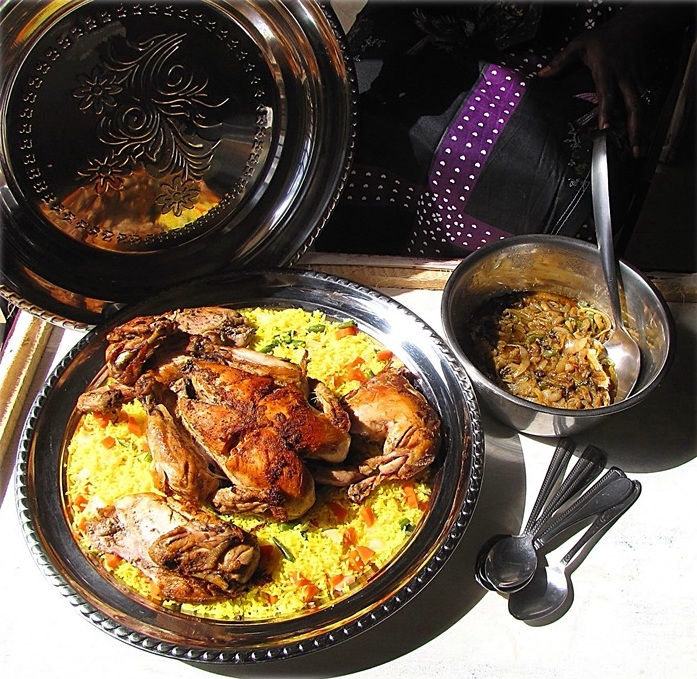
Yassa

Senegalská kuchyně byla ovlivněna francouzskou a portugalskou kuchyní. Hojně užívá arašídy, ryby, maso (skopové, kuřecí, hovězí), vejce, hrášek, rýže, kuskus, čočka nebo fazole.
Z regionu Senegambie pochází jollof rice, jedno z nejznámějších jídel Afriky. Jedná se o smaženou rýžovou směs s chilli, zeleninou a masem (podobné španělské paelle).

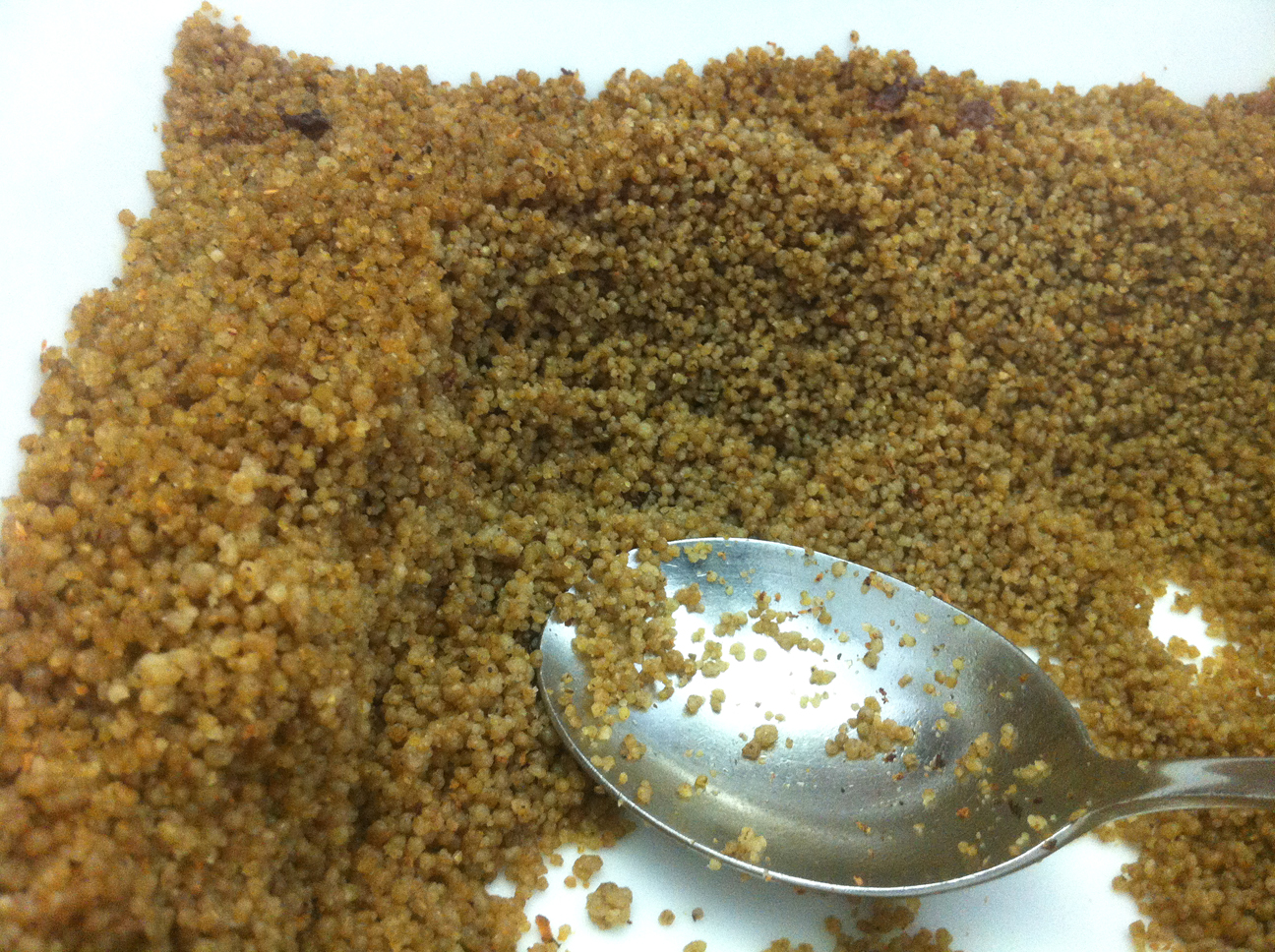
Thiakry

## Příklady senegalských pokrmů
- Jollof rice[2]
- Yassa, pokrm z kuřecího masa, cibule, citronu a hořčice. Pochází ze senegalského regionu Casamance, dnes je rozšířený po celé západní Africe.[1]
- Kuskus
- Thieboudienne, rýžová směs s rybím masem a rajským protlakem[1]
- Maafe, arašídová omáčka[1]
- Avocat au crevettes, salát z avokáda a krevet[1][3]
- Soumbala, fermentovaná rozdrcená semena stromu Parkia biglobosa
- Footi, zeleninová omáčka rozšířená i v guinejské kuchyni[4]
- Thiakry, zákusek z jáhlového kuskusu

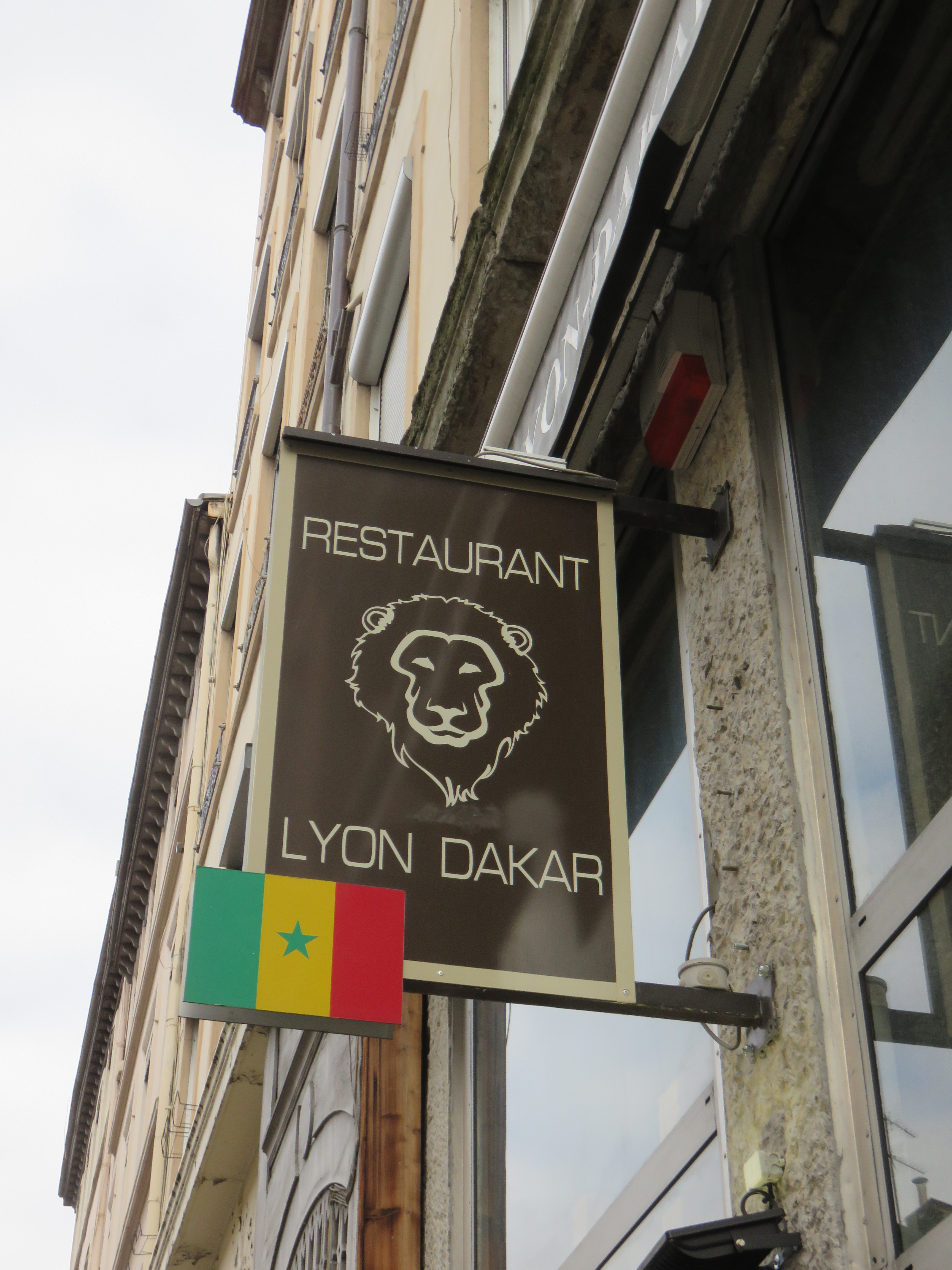
Senegalská restaurace v Lyonu ve Francii

### Galerie

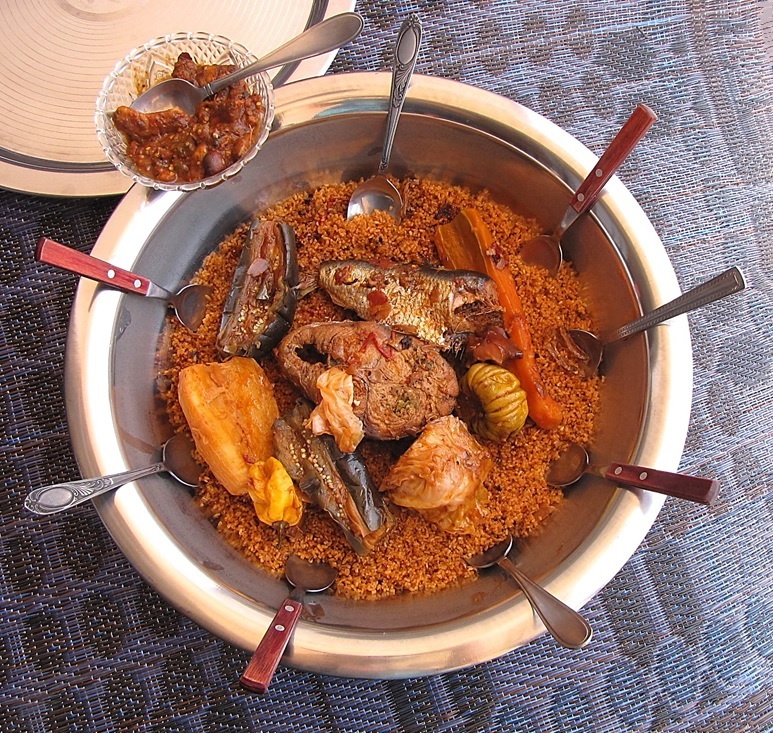
Thieboudienne
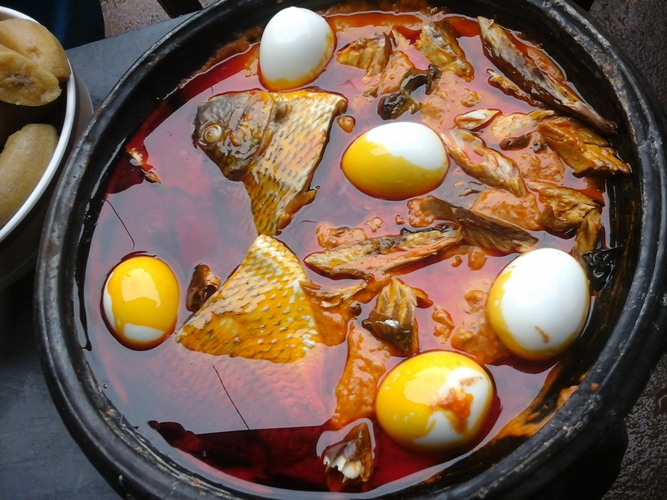
Maafe
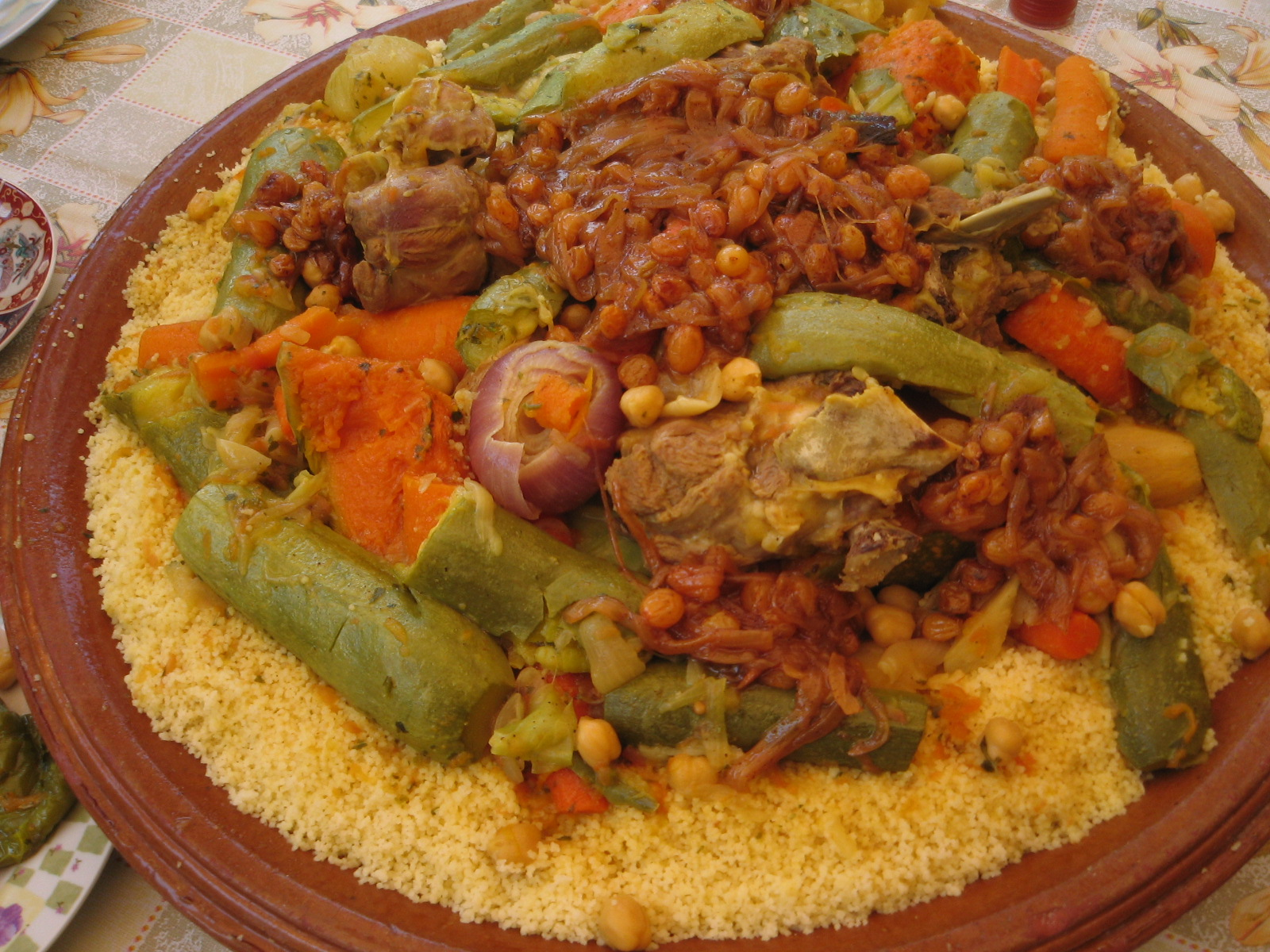
Kuskus
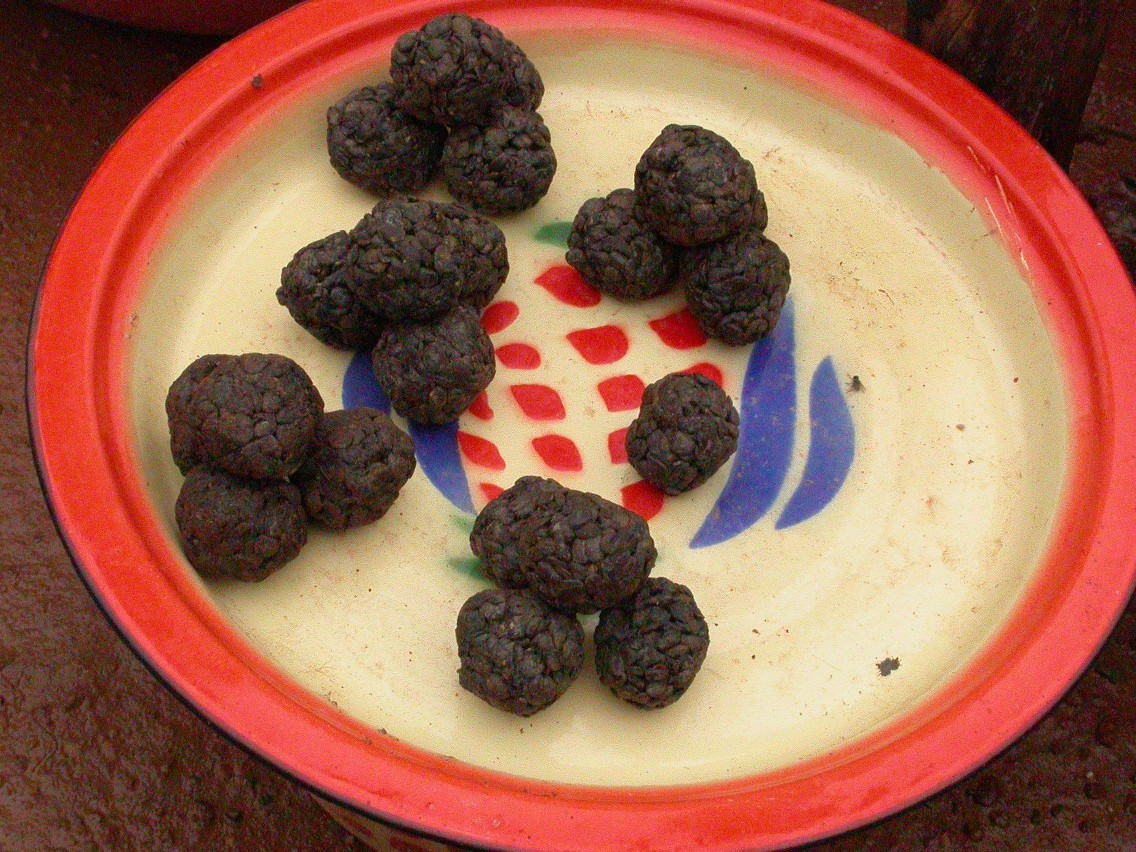
Soumbala
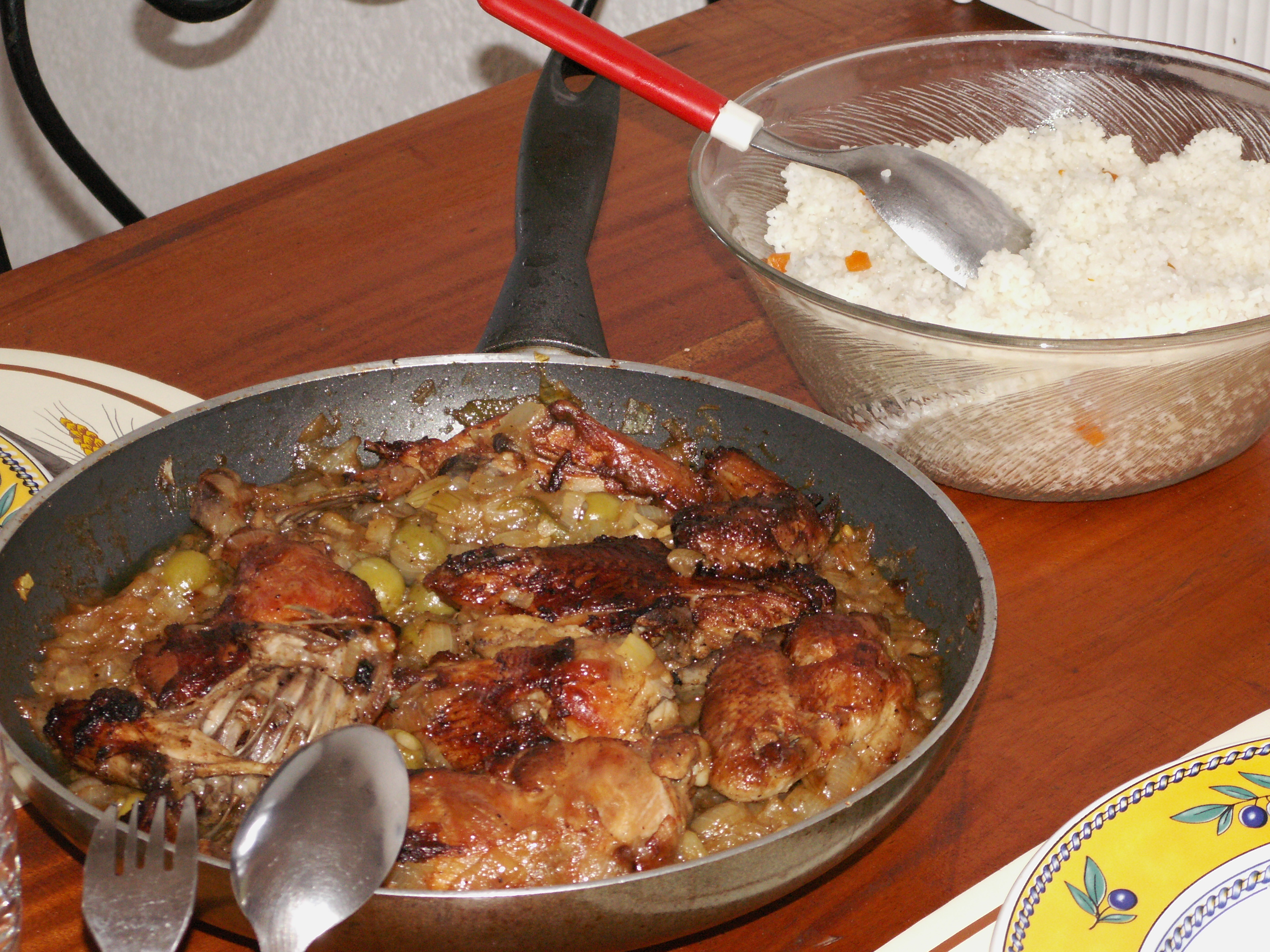
Yassa

## Příklady senegalských nápojů
- Bissap, ibiškový nápoj podobný karkade
- Čaj
- Džusy
- Pivo, místní značky se jmenují Gazelle a Flag